# Małgorzata Jasińska
Małgorzata Jasińska  (* 18. Januar 1984 in Olsztyn) ist eine ehemalige polnische Radrennfahrerin.

## Sportliche Laufbahn
2005 und 2008 wurde Małgorzata Jasińska polnische Vize-Meisterin im Straßenrennen. 2009, 2010 und 2015 errang sie den nationalen Titel im Straßenrennen, 2018 wurde sie zweifache polnische Meisterin, im Zeitfahren sowie im Straßenrennen. Zweimal – 2012 und 2015 – entschied sie den Giro della Toscana Femminile für sich, 2014 wurde sie Zweite der Gesamtwertung. 2016 gewann sie den Gran Prix San Luis Femenino. 2018 wurde sie zweifache polnische Meisterin, im Straßenrennen sowie im Einzelzeitfahren. 2019 wurde sie polnische Vize-Meisterin im Zeitfahren. 2021 beendete sie ihre Radsportlaufbahn.

## Palmarès
2009
- Polnische Meisterin – Straßenrennen

2010
- Polnische Meisterin – Straßenrennen

2012
- Gesamtwertung und eine Etappe Giro della Toscana Femminile

2014
- * eine Etappe Giro della Toscana Femminile

2015
- Polnische Meisterin – Straßenrennen
- Gesamtwertung und eine Etappe Giro della Toscana Femminile

2016
- Gran Prix San Luis Femenino

2018
- Polnische Meisterin – Straßenrennen, Einzelzeitfahren